# سیسیل پائولی
سیسیل پائولی (فرانسوی: Cécile Paoli‎؛ زادهٔ ۱۹۶۱) بازیگر اهل فرانسه است.
از فیلم‌ها یا برنامه‌های تلویزیونی که وی در آنها نقش داشته‌است می‌توان به برژراک، شارپ، شهر هالبی و افسانه دائم‌الخمر مقدس اشاره کرد.